# Гир, Хосеа
Хосеа Эмилиано Гир (англ. Hosea Emiliano Gear, родился 16 марта 1984 в Гисборне) — новозеландский регбист, винг (крыльевой) французской команды «Тулуза», чемпион мира 2011 года. Брат Рико Гира, в прошлом регбиста. Один из сильнейших фланговых регбистов Новой Зеландии.

## Биография

### Личная жизнь
Родом из иви (новозеландского племени) нгати-пороу с северо-востока страны. Окончил мужскую среднюю школу Гисборна и Университет Виктории.

### Клубная карьера
В чемпионате провинций Гир выступал в прошлом за Норт-Харбор, представляя ныне Веллингтон. В Супер Регби выступал с 2004 года, играл довольно долго за «Харрикейнз», сыграв 9 матчей в 2005 году и ещё 5 в 2006 году. Благодаря своему выступлению заслужил вызов в сборную, в 2012 году после завершения карьеры в сборной ушёл в «Хайлендерс». В мае 2013 года подписал контракт с французской «Тулузой» на один сезон, планируя в межсезонье уйти в японский «Хонда Хит».

### Карьера в сборной
В сборной Новой Зеландии до 19 лет дебютировал в 2003 году, с 2004 по 2005 годы выступал за молодёжную команду до 21 года. Известен также своими выступлениями за сборную маори, особенно на Кубке Черчилля 2006.
За сборную Новой Зеландии Гир выступал с 2008 по 2012 годы, проведя 15 игр и заработав 30 очков благодаря 6 попыткам. Дебютировал за команду 1 ноября 2008 в рамках Кубка Бледислоу в поединке против Австралии. Выступал на Играх Содружества 2010 года, заменив травмированного Кори Джейна: в матче против Англии совершил свою первую попытку, а спустя неделю в поединке против Шотландии оформил сразу две попытки (победа 49:3), повторив достижение ещё и в матче с командой Уэльса.
На чемпионате мира 2011 года Хосеа снова был вызван на замену вместо травмированного Милса Мулиаины перед полуфиналом с Австралией. В победном для своей сборной финале участия не принимал, но был награждён золотой медалью чемпиона мира. В 2012 году завершил выступления за сборную.